# FA Charity Shield 1968
Lo FA Charity Shield 1968, noto in italiano anche come Supercoppa d'Inghilterra 1968, è stata la 46ª edizione della Supercoppa d'Inghilterra.
Si è svolto il 3 agosto 1968 al Maine Road di Manchester tra il Manchester City, vincitore della First Division 1967-1968, e il West Bromwich, vincitore della FA Cup 1967-1968.
A conquistare il titolo è stato il City che ha vinto per 6-1 con doppiette di Bobby Owen e Francis Lee, autogol di Graham Lovett e rete di Neil Young.

## Partecipanti
| Squadre         | Qualificazione                           | Partecipazioni precedenti (il grassetto indica la vittoria) |
| --------------- | ---------------------------------------- | ----------------------------------------------------------- |
| Manchester City | Vincitore della First Division 1967-1968 | 3 (1934, 1937, 1956)                                        |
| West Bromwich   | Vincitore della FA Cup 1967-1968         | 3 (1920, 1931, 1954)                                        |

## Tabellino
| Arbitro: | Harry New |

|                              |           |          |
| Owen Lee Lovett (aut.) Young | Marcatori | Krzywick |

| Manchester City | West Bromwich |

### Formazioni
| Manchester City: |    |                |
|                  |    |                |
| P                | 1  | Ken Mulhearn   |
| D                | 2  | David Connor   |
| D                | 4  | Mike Doyle     |
| D                | 5  | George Heslop  |
| D                | 3  | Glyn Pardoe    |
| C                | 9  | Mike Summerbee |
| C                | 6  | Alan Oakes     |
| C                | 8  | Colin Bell     |
| C                | 11 | Neil Young     |
| A                | 7  | Francis Lee    |
| A                | 10 | Bobby Owen     |
| A disposizione:  |    |                |
| D                |    | Bobby Kennedy  |
| Allenatore:      |    |                |
| Joe Mercer       |    |                |

| West Bromwich: |    |                 |  |          |
|                |    |                 |  |          |
| P              | 1  | John Osborne    |  | Uscita   |
| D              | 2  | Doug Fraser     |  |          |
| D              | 5  | John Talbut     |  |          |
| D              | 6  | John Kaye       |  |          |
| D              | 3  | Graham Williams |  |          |
| A              | 7  | Kenny Stephens  |  |          |
| C              | 4  | Graham Lovett   |  |          |
| C              | 10 | Ian Collard     |  |          |
| C              | 11 | Asa Hartford    |  |          |
| C              | 9  | Dick Krzywicki  |  |          |
| A              | 8  | Tony Brown      |  |          |
| Sostituzioni:  |    |                 |  |          |
| D              |    | Alan Merrick    |  | Ingresso |
| Allenatore:    |    |                 |  |          |
| Alan Ashman    |    |                 |  |          |